# 龍ケ崎市駅
龍ケ崎市駅（りゅうがさきしえき）は、茨城県龍ケ崎市佐貫町にある、東日本旅客鉄道（JR東日本）常磐線の駅。
本項目では、関東鉄道竜ヶ崎線の佐貫駅（さぬきえき）についても記述する。

## 概要
龍ケ崎市駅・佐貫駅は龍ケ崎市の西部に位置しており、中心市街地へは、佐貫駅より関東鉄道竜ヶ崎線が竜ヶ崎駅まで連絡している。
かつてはJR東日本の駅名も「佐貫駅」であり、2020年3月14日に現在の駅名に改称された。一方で、関東鉄道は従来の「佐貫駅」の駅名を維持することとなった。JR東日本で駅名が「○○市」となっているのは、当駅と山梨市駅（中央本線）のみである。
JR東日本の駅の事務管コードは▲421102。
牛久沼・小貝川の最寄駅である。

## 歴史
- 1900年（明治33年）8月14日：日本鉄道土浦線および竜崎鉄道の駅が佐貫駅として同時に開業[2]。
- 1906年（明治39年）11月1日：日本鉄道が国有化され、官設鉄道の所属となる[3]。
- 1909年（明治42年）10月12日：線路名称制定により常磐線の所属となる。
- 1944年（昭和19年）5月13日：竜崎鉄道が鹿島参宮鉄道に鉄道事業を移譲[2]。
- 1949年（昭和24年）6月1日：日本国有鉄道が発足。
- 1965年（昭和40年）6月1日：鹿島参宮鉄道と常総筑波鉄道が合併して関東鉄道となる[2]。
- 1984年（昭和59年）
  - 2月1日：貨物および荷物扱い廃止[3]。
  - 7月7日：国鉄が橋上駅舎化に着手[新聞 1]。
- 1985年（昭和60年）3月10日：橋上駅舎化[新聞 2]。関鉄は別駅舎となる[2]。
- 1987年（昭和62年）4月1日：国鉄分割民営化に伴い、国鉄の駅は東日本旅客鉄道（JR東日本）の駅となる[3]。
- 1995年（平成7年）2月25日：自動改札機を設置し、供用開始[4]。
- 2001年（平成13年）11月18日：JR東日本でICカード「Suica」の利用が可能となる。
- 2009年（平成21年）
  - 1月10日：関鉄の駅舎改築[2]。
  - 3月14日：関鉄でICカード「PASMO」の利用が可能となる[報道 1][2]。
- 2012年（平成24年）5月：関鉄が一部時間帯駅員無配置化。
- 2017年（平成29年）6月3日：JR東日本の駅の発車メロディを変更[報道 2]。
- 2020年（令和2年）3月14日：JR東日本の駅名を龍ケ崎市駅に改称[報道 3][報道 4][新聞 3]。
- 2021年（令和3年）9月16日：関鉄の駅が終日無人駅となる[5]。

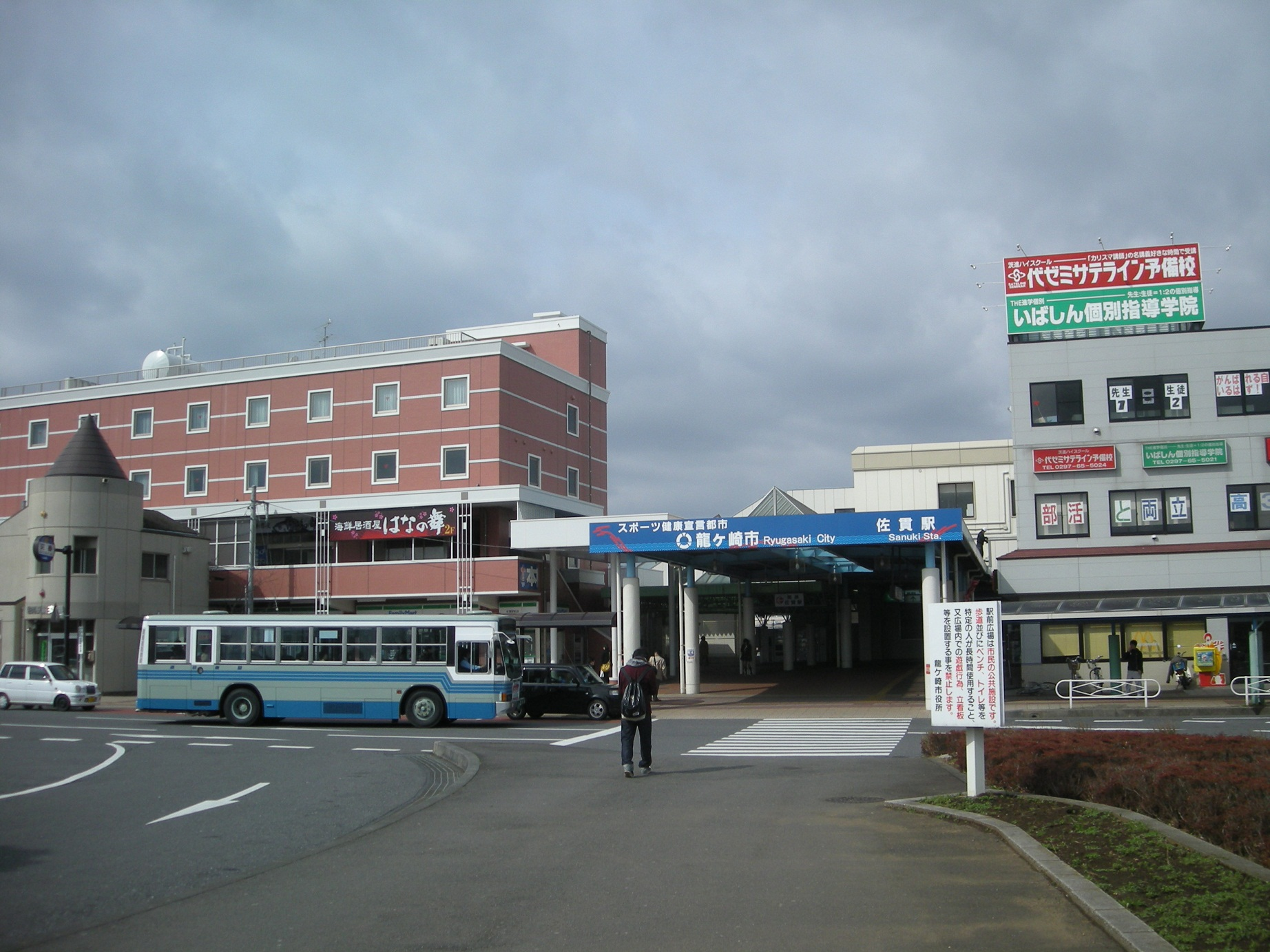
佐貫駅時代の東口（2010年3月）
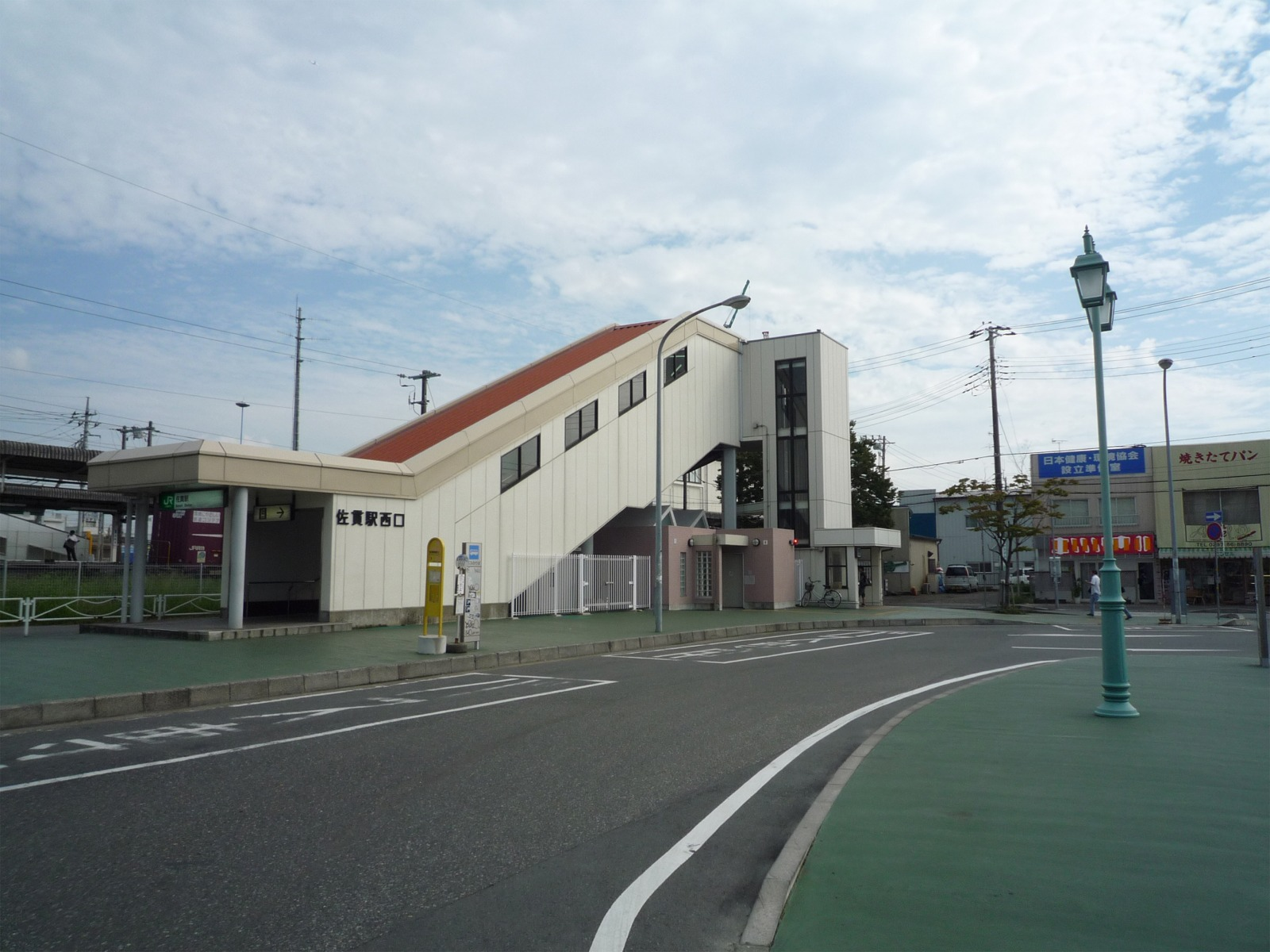
佐貫駅時代の西口（2008年9月）

### 駅名の由来
JR東日本の駅名である龍ケ崎市駅は、市名「龍ケ崎市」に由来する。すでに関東鉄道竜ヶ崎線に竜ヶ崎駅があることから「市」が駅名につけられた。現在は関東鉄道のみの駅名となっている佐貫駅は開業当時の地名に由来し、開業当時から現在に至るまで駅周辺の地名として使用されている。
駅が開業した1900年当時は馴柴村佐貫となっており、旧龍ケ崎町域ではなかった。その後、1954年に馴柴村ほか5村が龍ケ崎町に編入され、龍ケ崎町が市制を施行し龍ケ崎市となり、駅所在地も龍ケ崎市内となった。

### 改称の検討と延期

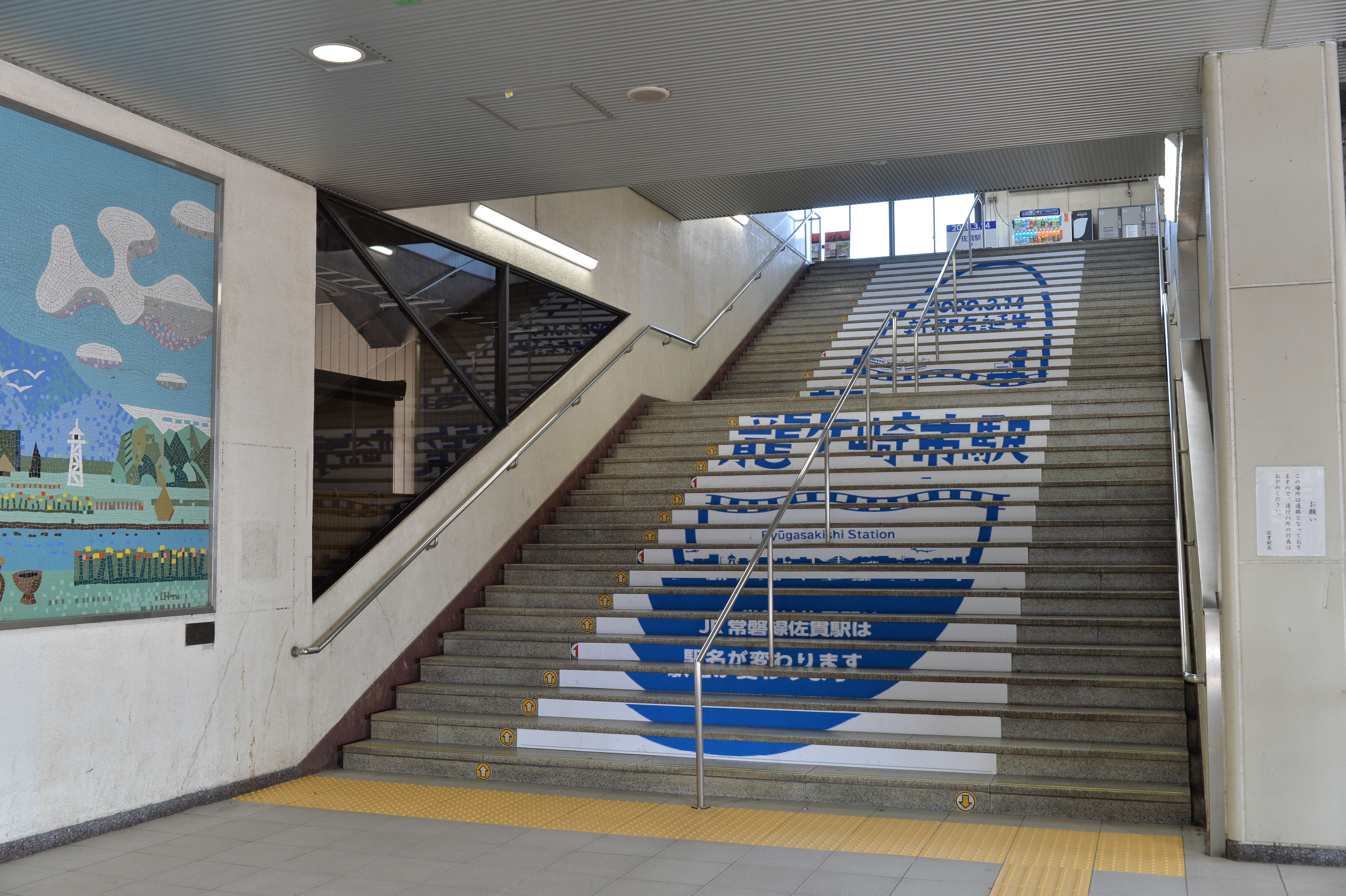
JR常磐線佐貫駅東口の昇降階段に表示された、2020年3月14日に新駅名「龍ケ崎市駅」に変わることを知らせる告知サイン（2020年2月）

常磐線の当駅に市名を冠する必要があると考えた龍ケ崎市はJR東日本と協定書を締結し、2017年4月にJR線の当駅を「龍ケ崎市駅」に改称することが一旦は予定されていた。覚書を交わした当初の段階で、2017年4月に予定されていた消費税増税に伴うJR東日本のシステム変更に合わせることで、市が負担する改称の経費を削減する事を見込んでいた。
その後、消費税増税の延期が決まり、市の負担が増える可能性が出てきたことで、改称時期を延期することとなった。その後、市は2020年春に改称する方針を固め、JRが予定する大規模な施設更新に合わせて行うことで負担を減らすこととなった。
2018年7月10日、JR東日本水戸支社が「龍ケ崎市駅」への2020年春の改称を正式に発表し、2019年12月13日に、2020年3月14日のダイヤ改正時に「龍ケ崎市駅」への改称を行うことを発表した。
2015年6月時点での駅名改称に関する「龍ケ崎市長への手紙」の企画課の回答によれば、市の打診に対し関東鉄道は「竜ヶ崎線の駅名は現状の佐貫駅のままとしたい」旨を回答したとされ、その後も関東鉄道は駅名変更を予定していない。

## 駅構造

### JR東日本
単式ホーム1面1線と島式ホーム1面2線、計2面3線のホームを持つ地上駅。南西（日暮里方）から北（水戸方）にカーブしている。出発時は2番線を除き駅係員が乗降終了合図を送っている。
下り本線（3番線）はカーブがきつく、列車とホームの間に大きな隙間が生じるため、中線（2番線）を使用する列車が多い。中線進入時は本線と比べてより手前から徐行する必要があり、連続停車区間とは言え全体の所要時間を短縮する必要がある特急列車や特別快速列車（終点土浦駅まで各駅停車）は本線（3番線）に停車する。
橋上駅舎を有する。改札口は1箇所、出入口は西口と東口の2箇所があり、東口前に関東鉄道竜ヶ崎線の佐貫駅がある。自動券売機・みどりの窓口・指定席券売機・Suica対応自動改札機設置駅。直営駅であり管理駅として藤代駅・牛久駅・ひたち野うしく駅を管理している。
かつては駅の南東側に併設されていた片倉チッカリンの工場と日本通運配送センターとの貨物操車場が存在していた。この貨物操車場にて関東鉄道竜ヶ崎線の線路とも接続されていたこともあり、郵便関係や米の物流として昭和中期までは関東鉄道竜ヶ崎線への貨物輸送で利用されていた。
前述の通り、2020年3月13日までは駅名が「佐貫駅」であったことから、千葉県富津市にあるテーマパーク「マザー牧場」の最寄り駅である内房線佐貫町駅と間違えて当駅に来る乗客もいたため、構内に「ご注意! 当駅は、マザー牧場の最寄り駅ではありません」という貼り紙をして注意喚起を行っていた。また、マザー牧場側でも検索上の注意として当駅の存在に言及していた。

#### のりば
| 番線 | 路線             | 方向 | 行先                       |
| ---- | ---------------- | ---- | -------------------------- |
| 1・2 | ■ 常磐線         | 上り | 松戸・上野・東京・品川方面 |
| 1・2 | ■ 上野東京ライン | 上り | 松戸・上野・東京・品川方面 |
| 2・3 | ■ 常磐線         | 下り | 土浦・水戸・勝田・高萩方面 |

（出典：JR東日本:駅構内図）
- 2番線は特急列車の接続・通過待ちをする上下普通列車と、下り普通列車の多くが使用する。JR東日本水戸支社が企画するイベント列車等の土浦・水戸方面の始発列車も利用することがある。

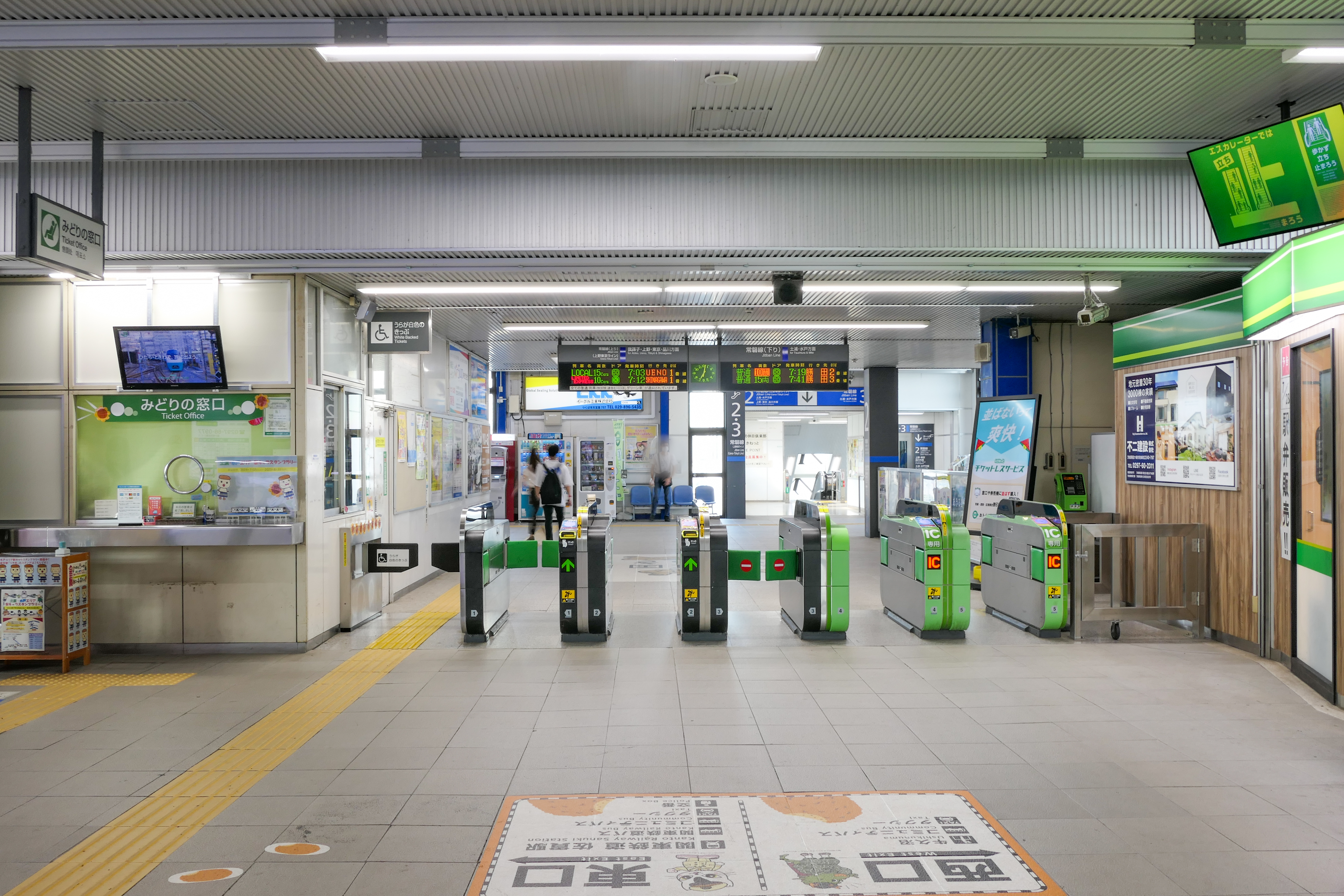
改札口（2023年7月）
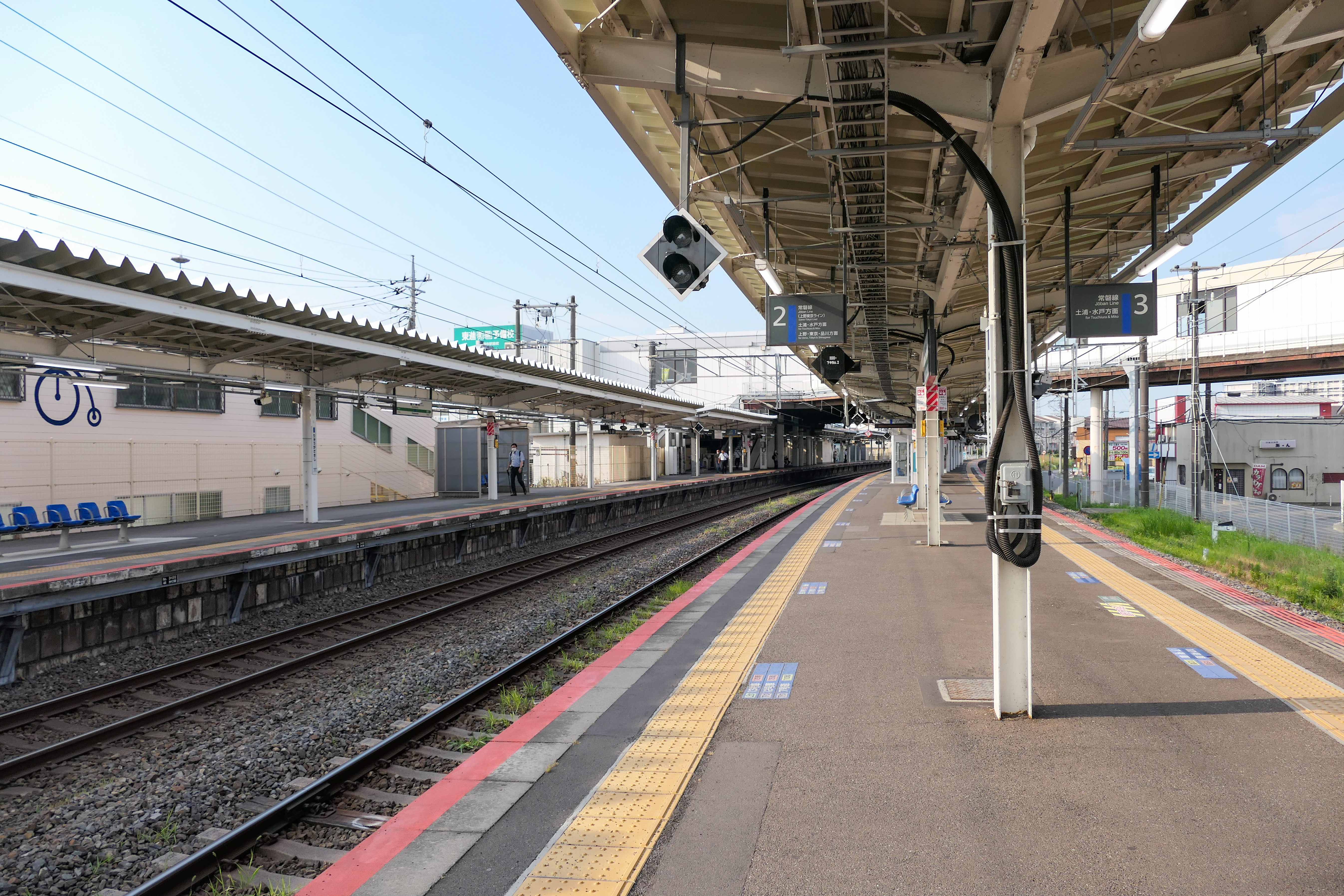
ホーム（2023年7月）
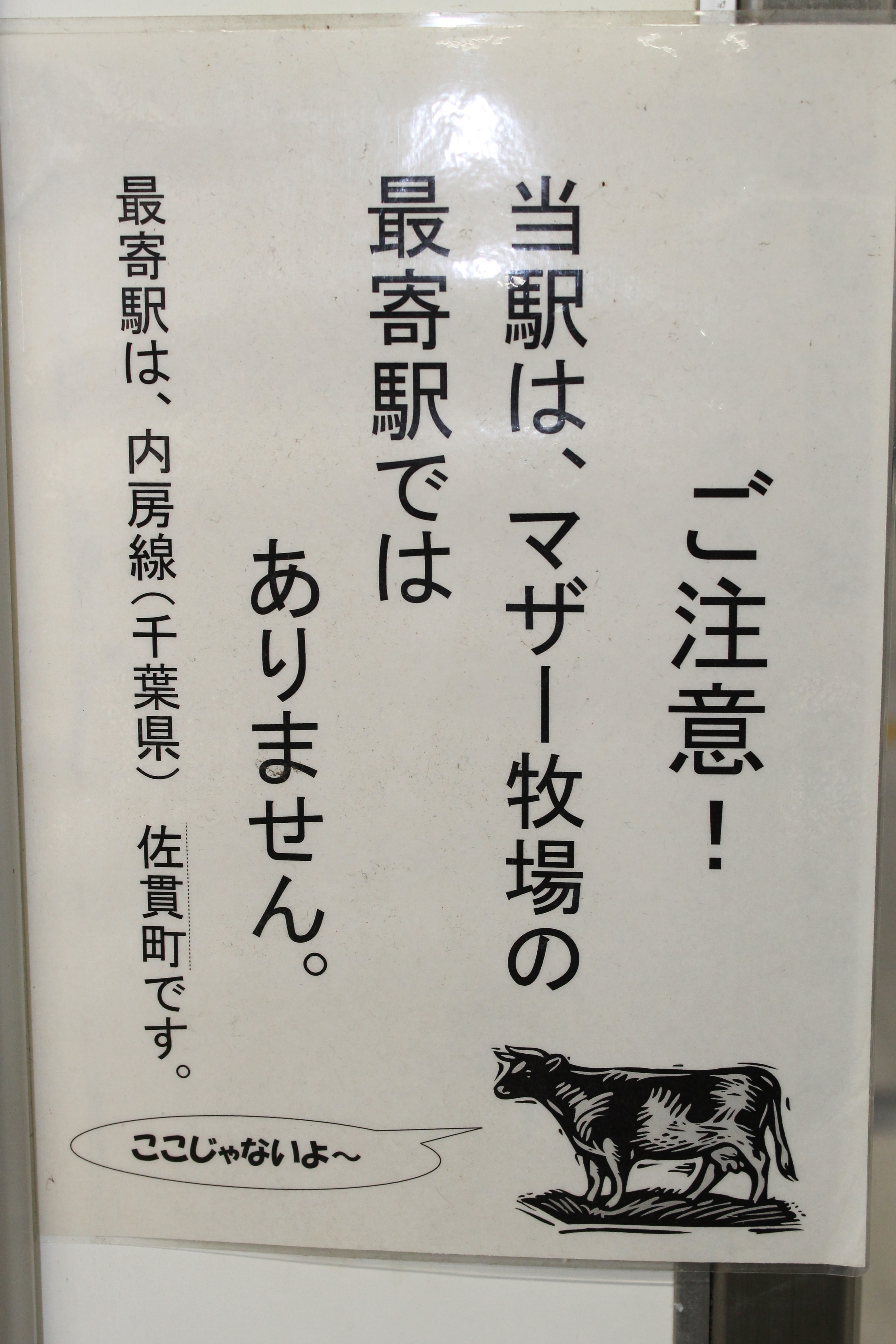
「マザー牧場」の最寄り駅ではないことの注意掲示（2018年12月）

#### 発車メロディ
1990年代から東洋メディアリンクス制作の発車メロディを使用していたが、龍ケ崎市からの要望により2017年6月3日に、龍ケ崎に関連する楽曲をアレンジしたメロディに変更している。これは同市のイメージアップを目的としたもので、一般公募によって集まった156の曲の案の中から、龍ケ崎市音楽協会の会員や流通経済大学の学生等で構成された「JR常磐線佐貫駅ご当地発車メロディー選考会議」によって選ばれた3曲が採用されている。メロディは全てスイッチの制作で、編曲は福嶋尚哉が手掛けた。
- 1番線：「RYUとぴあ音頭」 - 龍ケ崎のお祭りの曲として、多くの市民に親しまれているご当地ソング。
- 2番線：「かえるの合唱」 - 緑豊かな自然環境を連想し、400年以上の歴史をもつ伝統行事「撞舞（つくまい）」にもちなむ。
- 3番線：「白鳥の湖」 - 美しく雄大な景観を楽しめる牛久沼と、その牛久沼の水面を優雅に泳ぐ市の鳥「白鳥」をイメージさせる。

### 関東鉄道
単式ホーム1面1線を有する地上駅。2009年1月10日に駅ビル化され、ビルの入地方に駅用フロア（コンコース）がある。
列車の到着・発車直前になると自動で案内放送が流れ、発車時には発車メロディを使用する。色灯式の出発信号機はなく、代わりに出発反応標識が設置されている。
自動券売機・PASMO簡易改札機設置（竜ヶ崎線は交通系ICカード全国相互利用サービスの対象外であるため、PASMO・Suica以外のICカードは利用できない）。インターホン設置（竜ヶ崎駅対応）。
かつては現在のJR常磐線と線路が接続されており、貨車が行き来していた。竜ヶ崎線での貨物輸送廃止後に撤去・分断され、跡地は駐輪場や飲食店などになっている。ワンマン運転開始前は、現行のホームの反対側（駅前広場側）に駅舎とホームがあった。構内を流れる用水路に当時の名残がある。
出口はJR東口連絡通路と東口タクシー乗り場前の2箇所にある。前者はさらに二手に分かれ、JR東口もある東口正面と駐車場経由で南口商店街に出られる。JR東口と駅前広場の間の通路と店舗はかつての名残から現在も関鉄の所有地である。
- JR連絡通路側出口
  - 東口正面出口
東口バス乗り場方面
  - JR駅舎
西口方面
  - 駐車場
南口商店街方面
- 東口タクシー乗り場側出口
郵便局方面

出口名称は表示されていない。こうした構造のため、JR駅西側へ出るにはJR龍ケ崎市駅の橋上駅舎を経由することになる。

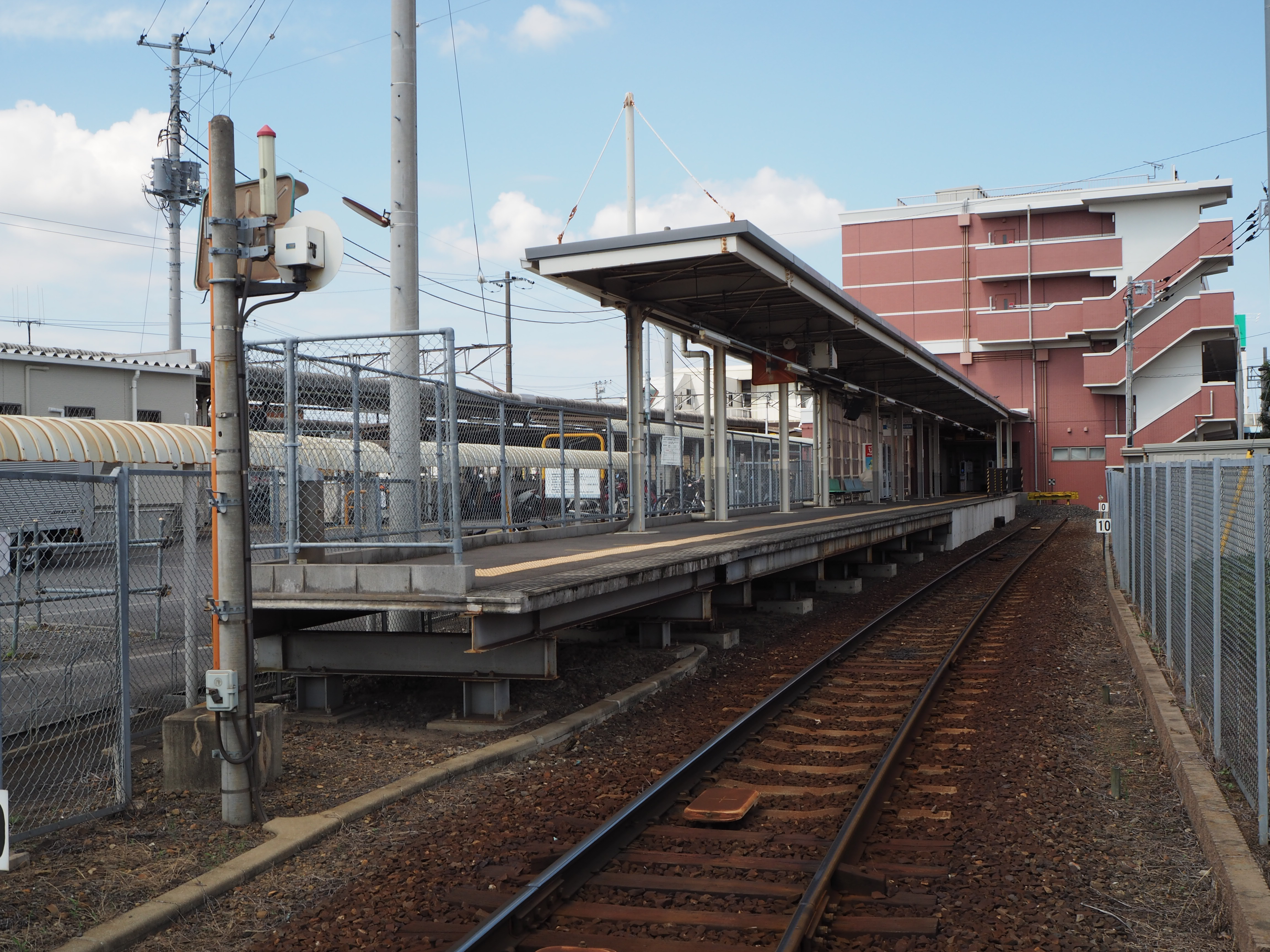
ホーム（2016年9月）
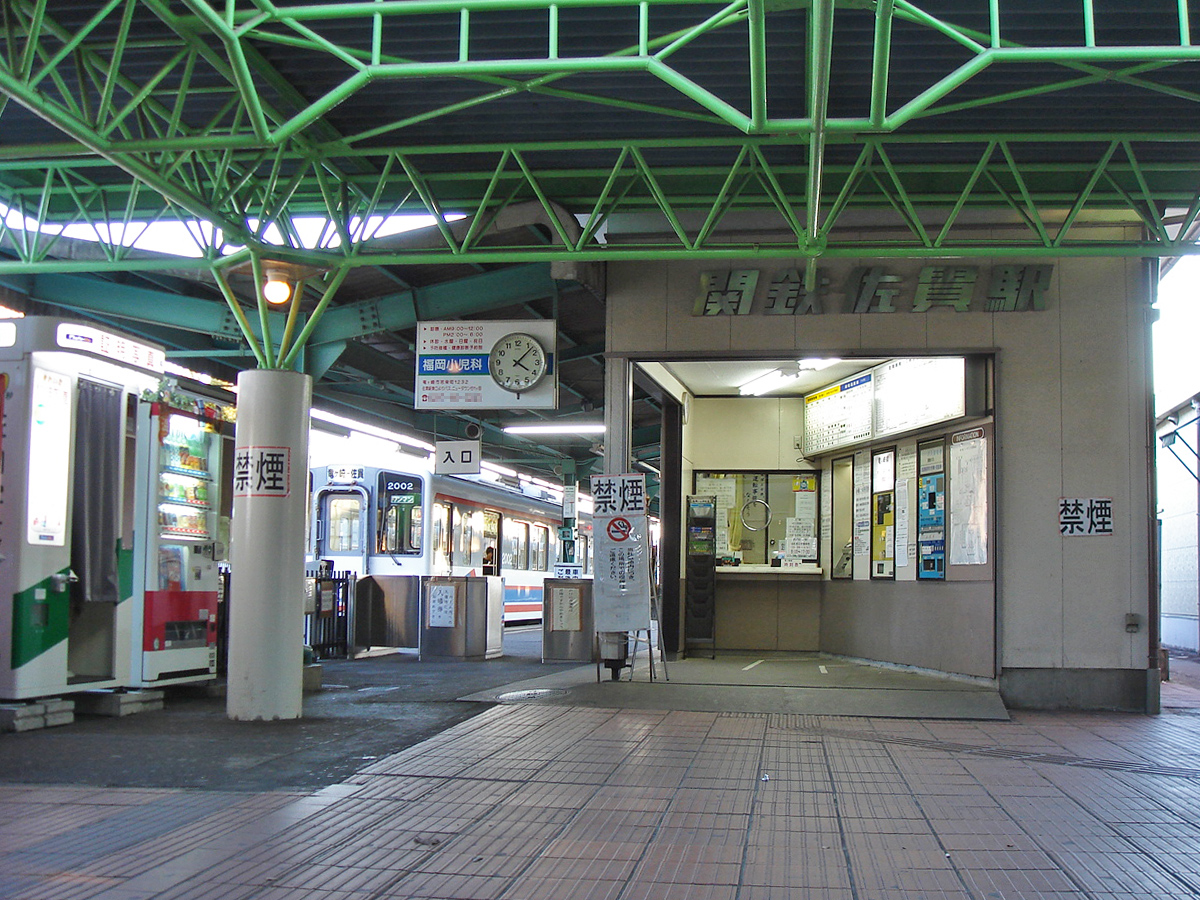
改札口（駅ビル化工事着工以前）

## 利用状況

### JR東日本 龍ケ崎市駅
2023年度（令和5年度）の1日平均乗車人員は10,318人である。
2000年度（平成12年度）以降の推移は以下のとおりである。
| 乗車人員推移       | 乗車人員推移     | 乗車人員推移 |
| 年度               | 1日平均 乗車人員 | 出典         |
| ------------------ | ---------------- | ------------ |
| 2000年（平成12年） | 16,842           | [ JR 2 ]     |
| 2001年（平成13年） | 16,746           | [ JR 3 ]     |
| 2002年（平成14年） | 16,316           | [ JR 4 ]     |
| 2003年（平成15年） | 16,239           | [ JR 5 ]     |
| 2004年（平成16年） | 15,743           | [ JR 6 ]     |
| 2005年（平成17年） | 15,497           | [ JR 7 ]     |
| 2006年（平成18年） | 15,429           | [ JR 8 ]     |
| 2007年（平成19年） | 15,553           | [ JR 9 ]     |
| 2008年（平成20年） | 15,370           | [ JR 10 ]    |
| 2009年（平成21年） | 15,017           | [ JR 11 ]    |
| 2010年（平成22年） | 14,550           | [ JR 12 ]    |
| 2011年（平成23年） | 14,030           | [ JR 13 ]    |
| 2012年（平成24年） | 14,001           | [ JR 14 ]    |
| 2013年（平成25年） | 13,833           | [ JR 15 ]    |
| 2014年（平成26年） | 13,377           | [ JR 16 ]    |
| 2015年（平成27年） | 13,459           | [ JR 17 ]    |
| 2016年（平成28年） | 13,173           | [ JR 18 ]    |
| 2017年（平成29年） | 12,995           | [ JR 19 ]    |
| 2018年（平成30年） | 12,824           | [ JR 20 ]    |
| 2019年（令和元年） | 12,529           | [ JR 21 ]    |
| 2020年（令和02年） | 8,625            | [ JR 22 ]    |
| 2021年（令和03年） | 9,000            | [ JR 23 ]    |
| 2022年（令和04年） | 9,837            | [ JR 24 ]    |
| 2023年（令和05年） | 10,318           | [ JR 1 ]     |

JR東日本の駅は竜ヶ崎線との乗換駅として開業した歴史があるが、大規模住宅地である竜ヶ崎ニュータウンへ当駅から路線バスが走り、龍ケ崎市東部まで広がるニュータウンの全地区は主要道路がすべて市西部の当駅に通じており、ニュータウンからの東京通勤者が多い。流通経済大学も中心市街地に隣接した場所にあるが、送迎バスは当駅を発着するため、学生・関係者の利用も多く、JR駅案内サインは茨城県内では数少ない多言語表記である。龍ケ崎市の玄関口として、また稲敷市江戸崎地区・新利根地区から自家用車で当駅まで来てから列車に乗車する住民もおり、当駅の利用範囲は広い。駅西側は取手市の藤代地区である新川、双葉地区に近く、双葉団地までのバスも発着する。
隣の藤代駅と同様、つくばエクスプレス開業による利用者減少を受けないと考えられる駅であるため、特急等の列車の停車が増加傾向にある。
近年は利用者数が年々減少傾向にあり、特に少子化と転入人口減に伴う高校生の通学利用の減少が大きい。現在は牛久駅の利用者を上回り、茨城県内の常磐線の駅では、水戸駅・取手駅・土浦駅・勝田駅についで5番目の駅利用者数となっている。

### 関東鉄道 佐貫駅
2019年度（令和元年度）の1日平均乗降人員は2,245人である。近年の推移は以下のとおりである。
| 乗降人員推移       | 乗降人員推移     | 乗降人員推移   |
| 年度               | 1日平均 乗降人員 | 出典           |
| ------------------ | ---------------- | -------------- |
| 2009年（平成21年） | 2,511            |                |
| 2014年（平成26年） | 2,394            |                |
| 2017年（平成29年） | 2,413            | [ 関東鉄道 2 ] |
| 2018年（平成30年） | 2,305            |                |
| 2019年（令和元年） | 2,245            | [ 関東鉄道 1 ] |

## 駅周辺
竜ヶ崎ニュータウンや、最も近い旧宿場町の若柴宿とは住宅街がつながっておらず、駅周辺の住宅地を東へ出ると田園地帯が広がる。西方面には牛久沼がある。
駅周辺には商店やスーパーマーケット、居酒屋が何軒か立地するが商店街と呼べるほど密集はしていない。

### 東口
- バスターミナル
龍ヶ崎ニュータウン方面他
- タクシーのりば
- 関鉄佐貫ビル
  - 思学舎 佐貫駅前教室
- 関鉄佐貫ビルII
  - 竜ヶ崎プラザホテル 新館
  - 龍ケ崎市観光物産センター
- 竜ヶ崎プラザホテル
- ビジネス佐貫第一ホテル
- ビジネスホテル大京
- カスミ FOOD OFFストッカー 佐貫店
- 茨進グループ 佐貫駅前校
- 竜ケ崎みどり幼稚園
- 愛国学園大学附属龍ヶ崎高等学校
- 牛尾病院
- 龍ケ崎市役所西部出張所
- 龍ケ崎税務署
- 龍ケ崎公共職業安定所（ハローワーク）
- 茨城県竜ケ崎警察署龍ケ崎市駅前交番 - 佐貫駅前交番であったが、JR駅名変更に伴い名称変更された。
- 佐貫駅前郵便局 - 局名変更はされていない
- 金隆寺（若柴） - 新田義貞の墓がある。
- 牛久沼排水機場
- 式秀部屋

### 西口
- コミュニティバスのりば
- タクシーのりば
- QizMALL クイズモール龍ヶ崎
  - MEGAドン・キホーテ龍ケ崎店
  - ヤマダデンキテックランド龍ヶ崎店
- ビバホーム 竜ヶ崎店
- ヤオコー 竜ヶ崎佐貫店
- 牛久沼 - オオハクチョウや、ブラックバス釣り等の観光資源である牛久沼への最寄り駅ではあるが、鉄道や駅を利用されることは少ない。「うな丼発祥の地」でもあり、うなぎ街道のうなぎ料理店も歩いて行けるが、こちらも同様である。
- 国道6号
- 国道6号藤代バイパス

## バス路線

### 東口

#### 広場内のりば
関東鉄道竜ヶ崎営業所が運行する路線バスと流通経済大学特定バスが発着する。駅前広場内の停留所名は「龍ケ崎市駅」（行先案内上は「JR龍ケ崎市駅」）。
1番のりば
- ニュータウン久保台行
- ニュータウン龍ヶ岡（白羽一丁目）行 ※土休日夜運行
- 深夜バス：ニュータウン龍ヶ岡（白羽一丁目）行

2番のりば
- ニュータウン長山行

3番のりば
- ニュータウン龍ヶ岡（白羽一丁目）行

4番のりば
- 江戸崎行
- 総合運動公園行

5番のりば
- 直行：流通経済大学行特定バス

#### 広場外のりば
東口駅前広場先の道路上にある。俗称郵便局のりば。停留所名は
「龍ケ崎市駅東口前」、「龍ケ崎市駅東口」（コミュニティバス）である。
6番のりば
- 関東鉄道
  - 取手駅東口行
- 龍ケ崎市コミュニティバス
  - 龍ケ崎市駅西口行 ※若柴線

7番のりば
- 関東鉄道
  - 関鉄竜ヶ崎駅行
- 龍ケ崎市コミュニティバス
  - サプラ行 ※若柴線
  - 竜ヶ崎駅行 ※佐貫・川原代線

### 西口
「龍ケ崎市駅西口」停留所にて、龍ケ崎市コミュニティバス・取手市コミュニティバスの路線バスが発着する。
- 龍ケ崎市コミュニティバス
  - サプラ行 ※若柴線
- 取手市コミュニティバス
  - 藤代駅北口行 ※東北部ルート

## 隣の駅
東日本旅客鉄道（JR東日本）
■常磐線
- 特急「ときわ」一部停車駅

■特別快速・■普通
藤代駅 - 龍ケ崎市駅 - 牛久駅
関東鉄道
■竜ヶ崎線
佐貫駅 - 入地駅

### 記事本文